# Trachystigma mannii
Trachystigma mannii är en tvåhjärtbladig växtart som beskrevs av Charles Baron Clarke. Trachystigma mannii ingår i släktet Trachystigma och familjen Gesneriaceae. Inga underarter finns listade i Catalogue of Life.